# 元薬師堂
元薬師堂（もとやくしどう）は、青森県弘前市の地名。郵便番号は036-8372。

## 地理
青森県道41号弘前環状線沿い北側に位置し、北は独狐、東は石渡、南は土堂、西は蒔苗に接する。

## 歴史
日本列島本州
元薬師堂はお米の産出地である。紀元前4世紀頃から水田稲作が本州に伝わり現在に至る。
水田稲作は、約3,000年前(紀元前10世紀)に九州北部に最初に伝わったと考えられています。 それから約300年後(紀元前7世紀)約600年後(紀元前4世紀)には本州の北端まで伝わり、現在も元薬師堂は米水田稲作の産出地である。

### 沿革
- 1957年（昭和32年）～ - 弘前市の大字になる。

### 地名の由来
石川町が弘前市に合併する際に、石川の薬師堂と区別をするために「元」を冠した。

## 世帯数と人口
2017年（平成29年）6月1日現在の世帯数と人口は以下の通りである。
| 大字                 | 世帯数 | 人口 |
| -------------------- | ------ | ---- |
| 元薬師堂（小字全域） | 21世帯 | 51人 |

## 施設

### 公共
- 元薬師堂集会所

## 小・中学校の学区
市立小・中学校に通う場合、学区は以下の通りとなる。
| 大字     | 番地 | 小学校             | 中学校             |
| -------- | ---- | ------------------ | ------------------ |
| 元薬師堂 | 全域 | 弘前市立致遠小学校 | 弘前市立第二中学校 |

## 交通
- 弘南バス

元薬師堂（弘前バスターミナル - 船沢・船沢 - 聖愛高校線）停留所。